# Avion Express
Avion Express е литовска компания за лизинг на самолети със седалище във Вилнюс. Компанията е част от международната бизнес група Avia Solutions Group.

## История
Avion Express е основана през 2005 г. под името Nordic Solutions Air Services. По това време авиокомпанията експлоатира четири товарни и пътнически самолета Saab 340. През 2008 г. е преименувана на Avion Express. Две години по-късно Avion Express е придобита от френската инвестиционна компания Eyjafjoll SAS, която е основана от Swiss Avion Capital Partners заедно с други инвеститори.
Avion Express представя „Еърбъс А320“ през 2011 г., първия самолет „Еърбъс“, регистриран в Литва.
През 2014 г. Avion Express създава дъщерното дружество Dominican Wings, нискотарифна авиокомпания, базирана в Санто Доминго, Доминиканската република.
През юни 2017 г. Avion Express обявява, че е продала своя дял от 65% в Dominican Wings на президента на компанията Виктор Пачеко.
През 2019 г. Avion Express създава Avion Express Malta, базирано в Малта дъщерно дружество, което започва работа през май същата година.
През юни 2023 г. групата оперира с 36 самолета „Еърбъс A320“ и три самолета A321.